# Eduardo Gageiro
Eduardo Antunes Gageiro ComIH (Sacavém, 16 de fevereiro de 1935 – Lisboa, 4 de junho de 2025) foi um conceituado fotojornalista português.

## Biografia
Originário de Sacavém, e um de três irmãos, os seus pais eram proprietários de uma modesta casa de pasto, onde também se vendia bacalhau e se aquecia as marmitas dos trabalhadores da Fábrica de Louça de Sacavém, que ficava defronte. Cedo começou a aviar copos de vinho aos trabalhadores da fábrica, onde também ingressou, por volta dos 11 anos, como paquete, por ordem do pai, e depois como empregado de escritório.
Com apenas 12 anos tomou de empréstimo uma máquina de plástico do irmão (Kodak Baby) e começou a receber aulas de arte e composição do escultor Armando Mesquita, trabalhador na fábrica de Louça de Sacavém. Fotografava os trabalhadores à saída da fábrica e viu uma fotografia sua publicada na 1.ª página do Diário de Notícias em 1947.

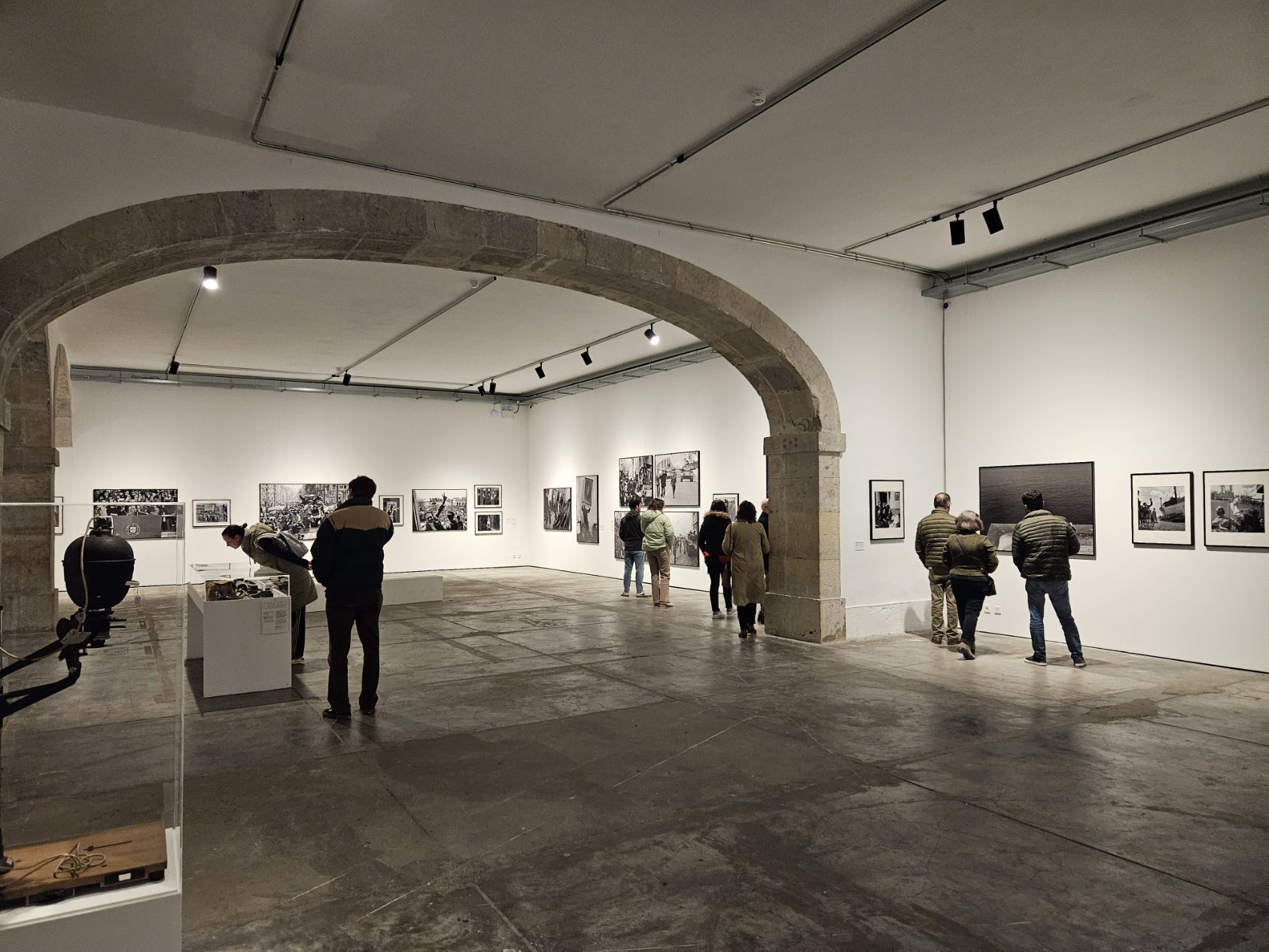
Vista geral da exposição Factum de Eduardo Gageiro, na Galeria Municipal, no Torreão Nascente da Cordoaria Nacional (2024) promovida pela EGEAC.

Começou a sua actividade de repórter fotográfico em 1957 no Diário Ilustrado (1956-), e a partir daí dedicou toda a sua vida ao fotojornalismo, colaborando com O Século, o Almanaque, o Match Magazine bem como a Eva, a Associated Press (Portugal) e a Companhia Nacional de Bailado. Foi também editor da revista Sábado até ao seu término em 1993.
Esteve dois meses retido pela PIDE em Caxias, sendo libertado após pressão dos correspondentes da Associated Press junto do Ministro dos Negócios Estrangeiros, Rui Patrício.
Foi colaborador das principais publicações portuguesas e estrangeiras e da Presidência da República. Tem trabalhos reproduzidos um pouco por todo o mundo, com os quais ganhou mais de 300 prémios internacionais.
Foi o único fotógrafo do mundo a fotografar os terroristas que sequestraram os atletas israelitas da aldeia olímpica nos Jogos Olímpicos de Munique, em 1972.
Faleceu a 4 de junho de 2025, no Hospital dos Capuchos, em Lisboa.

## Prémios e reconhecimento
Ao longo da sua carreira Eduardo Gageiro foi distinguido com mais de 300 prémios, entre eles:
- 1974 - 2.º prémio do World Press Photo, em 1974, na categoria Portraits, com uma fotografia do General António Spinola.[12]
- 2005 - Em 5 de Novembro, ganhou o Prémio Especial do Júri, a Medalha de Ouro para a melhor fotografia e a Medalha de Ouro para a melhor fotografia a preto e branco, da 11.ª Exposição Internacional de Fotografia Artística da China, o maior concurso de fotografia do mundo, onde participaram mais de 3500 fotógrafos de 68 países e mais de 35 000 fotografias.[6]

Foi também condecorado com:
- Agraciado, em 2004, pelo então Presidente da República Jorge Sampaio, com a Ordem do Infante D. Henrique.[13]
- É Cavaleiro da Ordem de Leopoldo II, da Bélgica.[9]

## Livros
Entre os seus livros encontram-se:
- Gente (1971), com texto de José Cardoso Pires;
- Mulher (1978), com texto de Maria Velho da Costa
- O Sol, o Muro, o Mar (1984), com texto de Sophia de Mello Breyner Andresen
- China, a Contra-revolução Tranquila (1985), de Cáceres Monteiro
- Mulher (1988), com texto de Maria Judite de Carvalho
- Estas Crianças Aqui (1988), com texto de Maria Rosa Colaço
- Alentejo (1988), com texto de Miguel Torga
- Lisboa Operária (1994), com texto de David Mourão-Ferreira
- Revelações (1996), com textos de Mário Soares e Nuno Brederode Santos
- Évora, Património da Humanidade (1997), com texto de José Saramago
- Fotos de Abril (1999), com textos de 25 escritores
- Olhares (1999), com texto de António Lobo Antunes
- Timor: No Amanhecer da Esperança (2000), com textos de seis autores
- A Fábrica e Sacavém (2003), com textos de Roby Amorim, José Cardoso Pires e Ana Paula Assunção
- Lisboa no Cais da Memória (2003), com textos de Jorge Sampaio e António Valdemar
- Fé - Olhares Sobre o Sagrado (2004), com texto de José Mattoso
- Silêncios (2008), com texto de Lídia Jorge
- Lisboa Amarga e Doce (2012), com textos de António Costa e Baptista-Bastos
- Lisboa, Tejo e Tudo (2012)
- Liberdade (2013)
- Tudo Isto É Fado (2014)